# Middletown (Rhode Island)
Middletown és una població dels Estats Units a l'estat de Rhode Island. Segons el cens del 2000 tenia 17.334 habitants.

## Demografia
Segons el cens del 2000, Middletown tenia 17.334 habitants, 6.993 habitatges, i 4.643 famílies. La densitat de població era de 515,6 habitants per km².
Dels 6.993 habitatges en un 32,9% hi vivien nens de menys de 18 anys, en un 53,9% hi vivien parelles casades, en un 9,8% dones solteres, i en un 33,6% no eren unitats familiars. En el 28,7% dels habitatges hi vivien persones soles el 10,9% de les quals corresponia a persones de 65 anys o més que vivien soles. El nombre mitjà de persones vivint en cada habitatge era de 2,43 i el nombre mitjà de persones que vivien en cada família era de 3,01.
Per edats la població es repartia de la següent manera: un 25% tenia menys de 18 anys, un 6,6% entre 18 i 24, un 30,9% entre 25 i 44, un 22,6% de 45 a 60 i un 14,9% 65 anys o més.
L'edat mediana era de 38 anys. Per cada 100 dones de 18 o més anys hi havia 89,7 homes.
La renda mediana per habitatge era de 51.075 $ i la renda mediana per família de 57.322 $. Els homes tenien una renda mediana de 41.778 $ mentre que les dones 27.229 $. La renda per capita de la població era de 25.857 $. Aproximadament el 3,7% de les famílies i el 5% de la població estaven per davall del llindar de pobresa.